# Montesquieu (Tarn-et-Garonne)
Pour les articles homonymes, voir Montesquieu (homonymie).
Montesquieu est une commune française, située dans le nord-ouest du département de Tarn-et-Garonne en région Occitanie, à 12 kilomètres environ au nord de Moissac.
Sur le plan historique et culturel, la commune est dans le Quercy Blanc, correspondant à la partie méridionale du Quercy, devant son nom à ses calcaires lacustres du Tertiaire.
Exposée à un climat océanique altéré, elle est drainée par la Barguelonne, la Petite Barguelonne, le ruisseau de Cabarieu et par divers autres petits cours d'eau.
Montesquieu est une commune rurale qui compte 747 habitants en 2022.  Elle fait partie de l'aire d'attraction de Moissac. Ses habitants sont appelés les Montesquivois ou  Montesquivoises.
Ses habitants sont appelés les Montesquivois, ou Montesquiviens.

## Géographie

### Localisation
La commune est située dans le Quercy et plus précisément dans le Quercy Blanc, où la Barguelonnette va se confondre avec la Barguelonne.
Montesquieu s'étend sur 2 865 hectares. Elle se situe à environ 12 kilomètres au nord de Moissac.

### Communes limitrophes
Les communes limitrophes sont  Castelsagrat, Durfort-Lacapelette, Miramont-de-Quercy, Moissac, Montbarla, Saint-Nazaire-de-Valentane et Saint-Paul-d'Espis.
| Saint-Nazaire-de-Valentane | Miramont-de-Quercy | Montbarla           |
| Castelsagrat               | Montesquieu        | Durfort-Lacapelette |
| Saint-Paul-d'Espis         | Moissac            |                     |

### Hameaux et lieux-dits
Montesquieu compte trois hameaux : Sainte-Thècle, hameau principal, où se trouve la mairie ; Esmes, petit hameau surplombant la Barguelonne ; Montesquieu où se trouve le château.

### Géologie et relief
Son altitude varie entre 72 et 197 mètres (au lieu-dit Sécot).
Le territoire communal est composé d’une succession de vallons entre lesquels serpentent une quinzaine de ruisseaux qui se jettent dans la rivière Barguelonne au nord. Les collines offrent de grandes parcelles vouées à l’agriculture qui est dominée par l'élevage et la polyculture. La commune se trouve notamment sur le territoire de l'appellation d'origine contrôlée du chasselas de Moissac. Au recensement agricole de 2000, la superficie agricole utilisée (SAU) était de 1 726 hectares (60,2 % de la surface totale).

### Végétation
La commune de Montesquieu présente un important taux de boisement, avec plusieurs bois et bosquets dont l’essence dominante est le chêne. Ce territoire est donc propice au développement de nombreuses espèces animales ; des mammifères (chevreuil, sanglier, écureuils, hérisson…), oiseaux (buse variable, pic-vert, guêpier d’Europe…) insectes (libellules, papillons, lucane cerf-volant…).

### Hydrographie

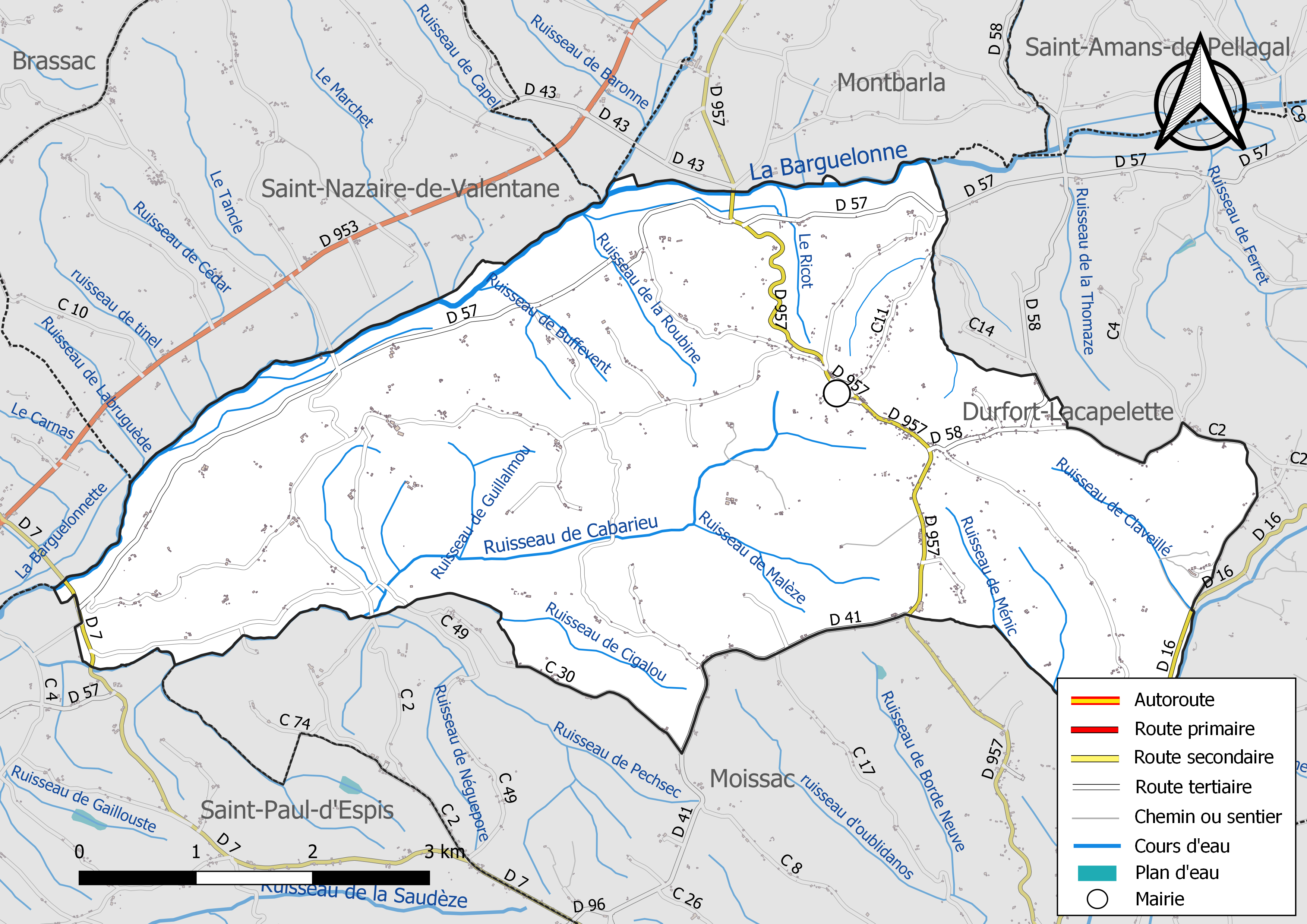
Réseaux hydrographique et routier de Montesquieu.

La commune est dans le bassin versant de la Garonne, au sein du bassin hydrographique Adour-Garonne. Elle est drainée par la Barguelonne, la Petite Barguelonne, le ruisseau de Cabarieu, un bras de la Barguelonne, le Marchet, le Ricot, le ruisseau de Buffevent, le ruisseau de Capel, le ruisseau de Cédar, le ruisseau de Cigalou, le ruisseau de Claveillé, le ruisseau de Fontpeyre, le ruisseau de Guillalmou, le ruisseau de Labruguède, et par divers petits cours d'eau, constituant un réseau hydrographique de 40 km de longueur totale,.
La Barguelonne, d'une longueur totale de 61,1 km, prend sa source dans la commune de Lhospitalet et s'écoule du nord-est au sud-ouest. Elle traverse la commune et se jette dans le canal de Golfech à Lamagistère, après avoir traversé 24 communes.
La Petite Barguelonne, d'une longueur totale de 35,1 km, prend sa source dans la commune de Villesèque et s'écoule du nord-est au sud-ouest. Elle traverse la commune et se jette dans la Barguelonne sur le territoire communal, après avoir traversé 11 communes.

### Climat
Pour des articles plus généraux, voir Climat de l'Occitanie et Climat de Tarn-et-Garonne.
En 2010, le climat de la commune est de type climat océanique dégradé des plaines du Centre et du Nord, selon une étude du Centre national de la recherche scientifique s'appuyant sur une série de données couvrant la période 1971-2000. En 2020, Météo-France publie une typologie des climats de la France métropolitaine dans laquelle la commune est exposée à un climat océanique altéré et est dans la région climatique Aquitaine, Gascogne, caractérisée par une pluviométrie abondante au printemps, modérée en automne, un faible ensoleillement au printemps, un été chaud (19,5 °C), des vents faibles, des brouillards fréquents en automne et en hiver et des orages fréquents en été (15 à 20 jours).
Pour la période 1971-2000, la température annuelle moyenne est de 12,6 °C, avec une amplitude thermique annuelle de 15,7 °C. Le cumul annuel moyen de précipitations est de 784 mm, avec 10,3 jours de précipitations en janvier et 6,3 jours en juillet. Pour la période 1991-2020, la température moyenne annuelle observée sur la station météorologique de Météo-France la plus proche, « Durfort », sur la commune de Durfort-Lacapelette à 6 km à vol d'oiseau, est de 14,0 °C et le cumul annuel moyen de précipitations est de 759,5 mm. 
La température maximale relevée sur cette station est de 42 °C, atteinte le 12 août 2003 ; la température minimale est de −13 °C, atteinte le 9 février 2012,,.
Les paramètres climatiques de la commune ont été estimés pour le milieu du siècle (2041-2070) selon différents scénarios d'émission de gaz à effet de serre à partir des nouvelles projections climatiques de référence DRIAS-2020. Ils sont consultables sur un site dédié publié par Météo-France en novembre 2022.

### Milieux naturels et biodiversité
Aucun espace naturel présentant un intérêt patrimonial n'est recensé sur la commune dans l'inventaire national du patrimoine naturel,,.

## Urbanisme

### Typologie
Au 1er janvier 2024, Montesquieu est catégorisée commune rurale à habitat très dispersé, selon la nouvelle grille communale de densité à sept niveaux définie par l'Insee en 2022.
Elle est située hors unité urbaine. Par ailleurs la commune fait partie de l'aire d'attraction de Moissac, dont elle est une commune de la couronne,. Cette aire, qui regroupe 7 communes, est catégorisée dans les aires de moins de 50 000 habitants,.

### Occupation des sols
L'occupation des sols de la commune, telle qu'elle ressort de la base de données européenne d’occupation biophysique des sols Corine Land Cover (CLC), est marquée par l'importance des territoires agricoles (83 % en 2018), en diminution par rapport à 1990 (84,3 %). La répartition détaillée en 2018 est la suivante : 
zones agricoles hétérogènes (72,9 %), forêts (15,7 %), terres arables (9,9 %), zones urbanisées (1,3 %), prairies (0,2 %). L'évolution de l’occupation des sols de la commune et de ses infrastructures peut être observée sur les différentes représentations cartographiques du territoire : la carte de Cassini (XVIIIe siècle), la carte d'état-major (1820-1866) et les cartes ou photos aériennes de l'IGN pour la période actuelle (1950 à aujourd'hui).

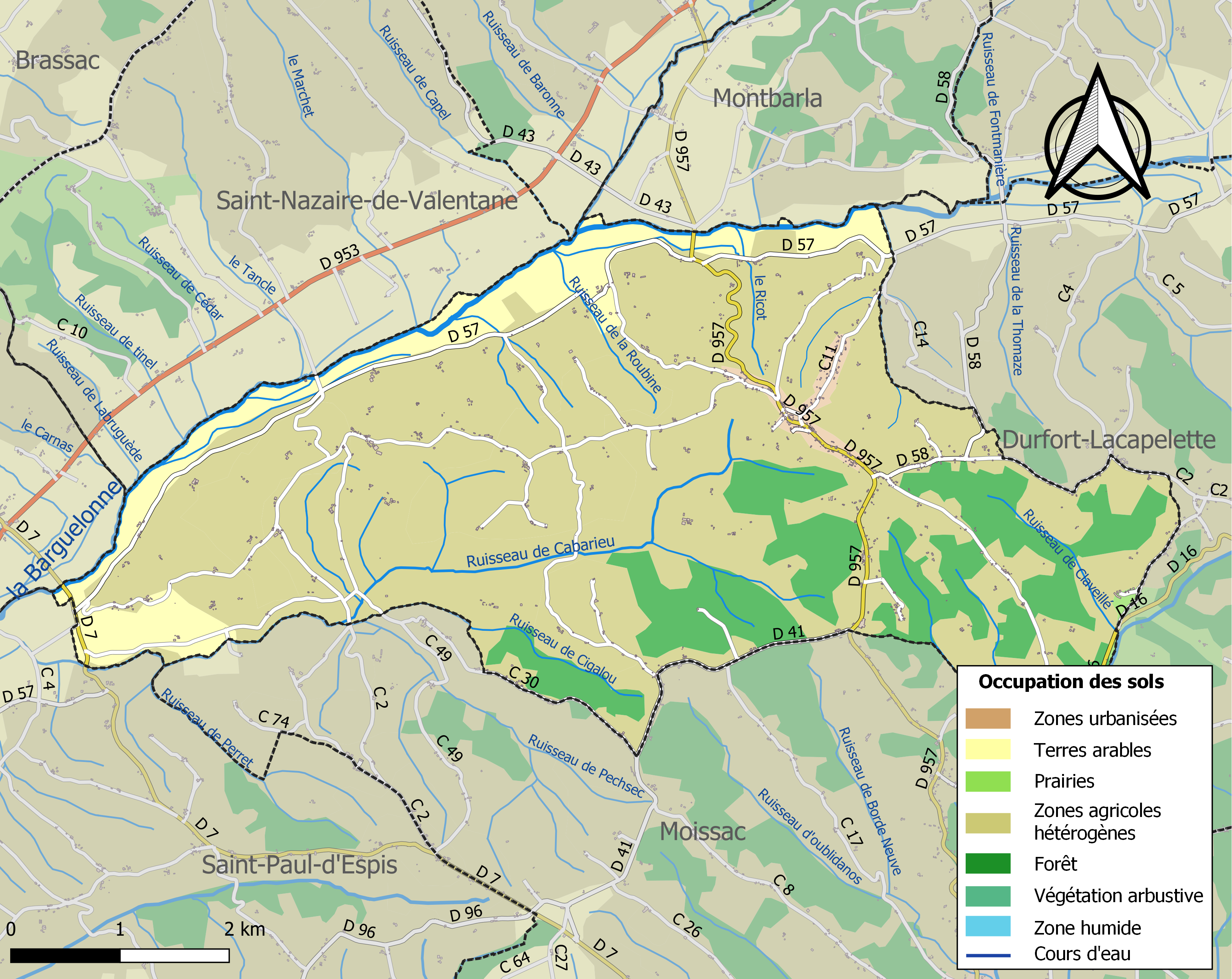
Carte des infrastructures et de l'occupation des sols de la commune en 2018 (CLC).

### Risques majeurs
Le territoire de la commune de Montesquieu est vulnérable à différents aléas naturels : météorologiques (tempête, orage, neige, grand froid, canicule ou sécheresse), inondations, mouvements de terrains et séisme (sismicité très faible). Il est également exposé à deux risques technologiques,  le transport de matières dangereuses et le risque nucléaire. Un site publié par le BRGM permet d'évaluer simplement et rapidement les risques d'un bien localisé soit par son adresse soit par le numéro de sa parcelle.

#### Risques naturels
Certaines parties du territoire communal sont susceptibles d’être affectées par le risque d’inondation par débordement de cours d'eau, notamment la Barguelonne et la Petite Barguelonne. La cartographie des zones inondables en ex-Midi-Pyrénées réalisée dans le cadre du XIe Contrat de plan État-région, visant à informer les citoyens et les décideurs sur le risque d’inondation, est accessible sur le site de la DREAL Occitanie. La commune a été reconnue en état de catastrophe naturelle au titre des dommages causés par les inondations et coulées de boue survenues en 1982, 1996, 1999 et 2007,.
Montesquieu est exposée au risque de feu de forêt. Le département de Tarn-et-Garonne présentant toutefois globalement un niveau d’aléa moyen à faible très localisé, aucun Plan départemental de protection des forêts contre les risques d’incendie de forêt (PFCIF) n'a été élaboré. Le débroussaillement aux abords des maisons constitue l’une des meilleures protections pour les particuliers contre le feu,.

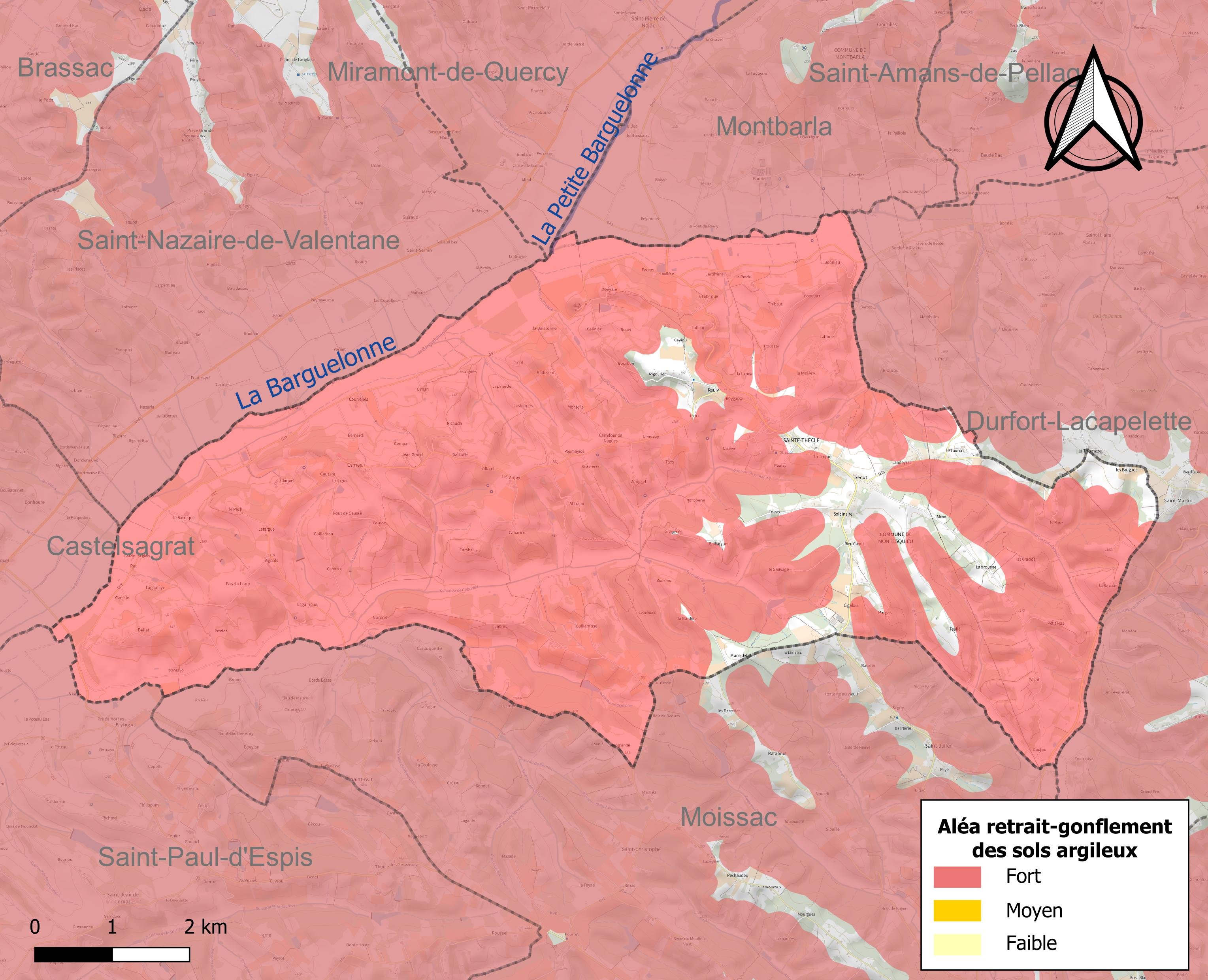
Carte des zones d'aléa retrait-gonflement des sols argileux de Montesquieu.

Les mouvements de terrains susceptibles de se produire sur la commune sont des tassements différentiels.
Le retrait-gonflement des sols argileux est susceptible d'engendrer des dommages importants aux bâtiments en cas d’alternance de périodes de sécheresse et de pluie. 91,1 % de la superficie communale est en aléa moyen ou fort (92 % au niveau départemental et 48,5 % au niveau national). Sur les 380 bâtiments dénombrés sur la commune en 2019, 280 sont en aléa moyen ou fort, soit 74 %, à comparer aux 96 % au niveau départemental et 54 % au niveau national. Une cartographie de l'exposition du territoire national au retrait gonflement des sols argileux est disponible sur le site du BRGM,.
Par ailleurs, afin de mieux appréhender le risque d’affaissement de terrain, l'inventaire national des cavités souterraines permet de localiser celles situées sur la commune.
Concernant les mouvements de terrains, la commune a été reconnue en état de catastrophe naturelle au titre des dommages causés par la sécheresse en 1989, 1991, 1992, 2003, 2005, 2006, 2009, 2011, 2012, 2015 et 2017 et par des mouvements de terrain en 1999.

#### Risques technologiques
Le risque de transport de matières dangereuses sur la commune est lié à sa traversée par des infrastructures routières ou ferroviaires importantes ou la présence d'une canalisation de transport d'hydrocarbures. Un accident se produisant sur de telles infrastructures est susceptible d’avoir des effets graves sur les biens, les personnes ou l'environnement, selon la nature du matériau transporté. Des dispositions d’urbanisme peuvent être préconisées en conséquence.
En cas d’accident grave, certaines installations nucléaires sont susceptibles de rejeter dans l’atmosphère de l’iode radioactif. La commune étant située dans le périmètre de sûreté de 20 km autour de la centrale nucléaire de Golfech, elle est exposée au risque nucléaire. En cas d'accident nucléaire, une alerte est donnée par différents médias (sirène, sms, radio, véhicules). Dès l'alerte, les personnes habitant dans le périmètre de 2 km se mettent à l'abri. Les personnes habitant dans le périmètre de 20 km peuvent être amenées, sur ordre du préfet, à évacuer et ingérer des comprimés d'iode,,.

## Histoire
La présence gauloise est attestée par un tombeau (tumulus) à Esmes. Le paysage en garde la trace juste en dessous de l’église actuelle. Montesquieu était alors située sur le territoire du peuple gaulois des Cadurques, dont la capitale était Cahors. À Esmes également passait une voie romaine qui reliait Penne d’Agenais à Moissac. Ce « Chemin Moissagais » traversait la Barguelonne sur le site de l’actuel moulin de Cayrou.
Après les invasions barbares des Ve et VIe siècles, puis les temps difficiles du Haut Moyen Âge, il faut attendre 1125 pour trouver la toute première mention de Montesquieu. Une charte parle en effet pour la première fois le seigneur de Montesquieu (« …é aquel de Montesquio »). Montesquieu (Monte Esquivo) semble désigner le mamelon bien isolé (esquivé) sur lequel fut bâti le château par la puissante famille des Durfort. Cependant les premiers seigneurs appartenaient à la maison de Fumel, vassale des Durfort à Montesquieu. Au cours des siècles la seigneurie changea plusieurs fois de main, passant aux familles De La Barthe, D’Arvieu, De Jehan, De Cazals. La seigneurie de Montesquieu connut une histoire mouvementée, en lien avec les péripéties de son temps. Ainsi le château fut détruit en 1214 par les troupes de Guy de Montfort durant la croisade des Albigeois.
La guerre de Cent Ans fut également éprouvante car Montesquieu était situé sur une zone de frontière entre les royaumes de France et d'Angleterre, le lieu-dit Gal de l’Inglés (gué de l’anglais ») sur la Barguelonne à Esmes fut le lieu d’une bataille. On a même retrouvé au XIXe siècle dans le village d’Esmes les restes d’hommes et de chevaux emmêlés. Des découvertes identiques eurent lieu à Sainte-Thècle.
À l'époque moderne, les guerres de Religion furent aussi une période troublée : Jacques De La Font de Jehan, seigneur de Montesquieu mourut pour la Ligue en 1589 à Sarlat. Les habitants durent aussi subir le passage des gens de guerre démobilisés qui vivaient de rapines et de brigandages. En 1625 la communauté doit par exemple verser des vivres à monseigneur d’Epernon pour éviter le logement de ses gens de guerre. En 1628-1632 l’épidémie de peste oblige la communauté à prendre des mesures anti-contagion comme des palissades autour du hameau de Montesquieu et le nettoyage des maisons.
Mais les aléas climatiques furent sans doute les plus durs pour cette communauté paysanne. Les hivers très froids de 1693 et 1694 sont terribles. Au XVIIIe siècle, les habitants sont frappés à de nombreuses reprises par des orages dévastateurs et la grêle, ainsi que des inondations de la Barguelonne. Montesquieu est touchée en 1760, 1765, 1772, et surtout 1787 où le 28 juin les consuls notent que « survint un ouragan accompagné de grêle et de pluie dont les effets ont été si funestes que les arbres ont été arrachés ou rompus, les récoltes détruites, broyées ou ensevelies dans le limon ou entraînées par des torrents, les maisons ébranlées ». La même source dit que des habitants surpris dans les champs sont morts et que « les habitants sont sans ressources pour leur subsistance ».

Pourtant, les deux siècles qui précédèrent la Révolution virent aussi l’émergence d’une société villageoise qui se développa et sut défendre ses intérêts. Les paysans d’Esmes s’opposèrent avec succès à leur curé et à la seigneuresse de Montesquieu en 1551 qui prélevaient des impôts exagérés. Après un incident en 1739, les consuls issus de la communauté villageoise obtinrent du seigneur qu’ils se réunissent désormais à Sainte Thècle et non au château de Montesquieu.

La communauté villageoise ne se réduisait pas seulement aux paysans. On y trouvait de nombreux métiers, et surtout des artisans comme des tailleurs (dix à la fin du XVIIe siècle), charpentiers, maçons, forgerons, cordonniers, menuisiers… On trouvait également des briqueteries et tuileries dont il reste encore quelques vagues vestiges. La Barguelonne à Montesquieu comptait au début du XVIIIe siècle quatre moulins.
Au cours de la Révolution, le château fut assiégé le 5 février 1790 et échappa de peu à l’incendie. Les terres seigneuriales furent vendues comme biens nationaux vers 1792-93.
Le XIXe siècle fut marqué par un essor économique et agricole, surtout lié à la culture du chasselas. La nouvelle église de Sainte-Thècle, inaugurée en 1862, fut définitivement achevée en 1873. Une école fut ouverte à Sainte-Thècle en 1833, et à Esmes en 1880.
Pourtant l’exode rural commença à vider peu à peu la commune. La population qui dépassait les 1 300 habitants en 1850 est passée en 1920 à 770 habitants. La commune est aussi durement touchée par la Grande Guerre, plus de quarante de ses jeunes gens y laissèrent la vie. Durant l’occupation, elle est un relais vers les maquis du Lot. Après la guerre, l’exode rural s’est poursuivi, avec un minimum de 631 habitants au recensement de 1999. Depuis, un renouveau démographique s’est opéré grâce à de nouveaux arrivants, la population au dernier recensement était de 796 habitants.

## Politique et administration
| Période                                  | Période  | Identité     | Étiquette | Qualité |
| ---------------------------------------- | -------- | ------------ | --------- | ------- |
| 1995                                     | 2014     | Denis Benech |           |         |
| 2014                                     | En cours | Annie Feau   | UMP       |         |
| Les données manquantes sont à compléter. |          |              |           |         |

## Démographie
L'évolution du nombre d'habitants est connue à travers les recensements de la population effectués dans la commune depuis 1793. Pour les communes de moins de 10 000 habitants, une enquête de recensement portant sur toute la population est réalisée tous les cinq ans, les populations de référence des années intermédiaires étant quant à elles estimées par interpolation ou extrapolation. Pour la commune, le premier recensement exhaustif entrant dans le cadre du nouveau dispositif a été réalisé en 2008.

En 2022, la commune comptait 747 habitants, en évolution de −2,48 % par rapport à 2016 (Tarn-et-Garonne : +3,12 %, France hors Mayotte : +2,11 %).
| 1793 | 1800  | 1806  | 1821  | 1831  | 1836  | 1841  | 1846  | 1851  |
| ---- | ----- | ----- | ----- | ----- | ----- | ----- | ----- | ----- |
| 713  | 1 215 | 1 441 | 1 293 | 1 437 | 1 485 | 1 477 | 1 402 | 1 327 |

| 1856  | 1861  | 1866  | 1872  | 1876  | 1881  | 1886  | 1891  | 1896 |
| ----- | ----- | ----- | ----- | ----- | ----- | ----- | ----- | ---- |
| 1 320 | 1 275 | 1 226 | 1 176 | 1 111 | 1 041 | 1 073 | 1 013 | 931  |

| 1901 | 1906 | 1911 | 1921 | 1926 | 1931 | 1936 | 1946 | 1954 |
| ---- | ---- | ---- | ---- | ---- | ---- | ---- | ---- | ---- |
| 989  | 941  | 896  | 770  | 788  | 738  | 782  | 758  | 769  |

| 1962 | 1968 | 1975 | 1982 | 1990 | 1999 | 2006 | 2008 | 2013 |
| ---- | ---- | ---- | ---- | ---- | ---- | ---- | ---- | ---- |
| 713  | 711  | 651  | 670  | 662  | 632  | 730  | 759  | 773  |

| 2018 | 2022 | - | - | - | - | - | - | - |
| ---- | ---- | - | - | - | - | - | - | - |
| 751  | 747  | - | - | - | - | - | - | - |

## Économie

### Revenus
En 2018, la commune compte 326 ménages fiscaux, regroupant 750 personnes. La médiane du revenu disponible par unité de consommation est de 20 190 € (20 140 € dans le département).

### Emploi
|                | 2008  | 2013   | 2018   |
| -------------- | ----- | ------ | ------ |
| Commune        | 5,5 % | 10,7 % | 10,1 % |
| Département    | 8,4 % | 10,2 % | 10,3 % |
| France entière | 8,3 % | 10 %   | 10 %   |

En 2018, la population âgée de 15 à 64 ans s'élève à 445 personnes, parmi lesquelles on compte 78,7 % d'actifs (68,5 % ayant un emploi et 10,1 % de chômeurs) et 21,3 % d'inactifs,. En  2018, le taux de chômage communal (au sens du recensement) des 15-64 ans est inférieur à celui du département, mais supérieur à celui de la France, alors qu'en 2008 il était inférieur à celui de la France.
La commune fait partie de la couronne de l'aire d'attraction de Moissac, du fait qu'au moins 15 % des actifs travaillent dans le pôle,. Elle compte 173 emplois en 2018, contre 180 en 2013 et 232 en 2008. Le nombre d'actifs ayant un emploi résidant dans la commune est de 315, soit un indicateur de concentration d'emploi de 55 % et un taux d'activité parmi les 15 ans ou plus de 56,6 %.
Sur ces 315 actifs de 15 ans ou plus ayant un emploi, 113 travaillent dans la commune, soit 36 % des habitants. Pour se rendre au travail, 78,4 % des habitants utilisent un véhicule personnel ou de fonction à quatre roues, 0,6 % les transports en commun, 6,6 % s'y rendent en deux-roues, à vélo ou à pied et 14,3 % n'ont pas besoin de transport (travail au domicile).

### Activités hors agriculture

#### Secteurs d'activités
56 établissements sont implantés  à Montesquieu au 31 décembre 2019. Le tableau ci-dessous en détaille le nombre par secteur d'activité et compare les ratios avec ceux du département,.
| Secteur d'activité                                                                                        | Commune | Commune | Département |
| Secteur d'activité                                                                                        | Nombre  | %       | %           |
| --- | ------- | ------- | ----------- |
| Ensemble                                                                                                  | 56      |         |             |
| Industrie manufacturière, industries extractives et autres                                                | 4       | 7,1 %   | (9,6 %)     |
| Construction                                                                                              | 9       | 16,1 %  | (14,9 %)    |
| Commerce de gros et de détail, transports, hébergement et restauration                                    | 18      | 32,1 %  | (29,7 %)    |
| Activités immobilières                                                                                    | 4       | 7,1 %   | (3,3 %)     |
| Activités spécialisées, scientifiques et techniques et activités de services administratifs et de soutien | 5       | 8,9 %   | (14,1 %)    |
| Administration publique, enseignement, santé humaine et action sociale                                    | 8       | 14,3 %  | (13,6 %)    |
| Autres activités de services                                                                              | 8       | 14,3 %  | (9,3 %)     |

Le secteur du commerce de gros et de détail, des transports, de l'hébergement et de la restauration est prépondérant sur la commune puisqu'il représente 32,1 % du nombre total d'établissements de la commune (18 sur les 56 entreprises implantées  à Montesquieu), contre 29,7 % au niveau départemental.

#### Entreprises et commerces
Les trois entreprises ayant leur siège social sur le territoire communal qui génèrent le plus de chiffre d'affaires en 2020 sont : 
- Frejabise Groupe Gay, commerce de gros (commerce interentreprises) de matériel agricole (17 222 k€)
- JMD Antenne, travaux d'installation électrique dans tous locaux (62 k€)
- Montesquieu Equipement Autos, commerce de voitures et de véhicules automobiles légers (6 k€)

### Agriculture
La commune est dans le « Bas-Quercy de Montpezat », une petite région agricole couvrant une bande nord  du département de Tarn-et-Garonne. En 2020, l'orientation technico-économique de l'agriculture  sur la commune est la polyculture et/ou le polyélevage. 
|               | 1988  | 2000  | 2010  | 2020  |
| ------------- | ----- | ----- | ----- | ----- |
| Exploitations | 90    | 85    | 57    | 42    |
| SAU (ha)      | 1 703 | 1 694 | 1 514 | 1 602 |

Le nombre d'exploitations agricoles en activité et ayant leur siège dans la commune est passé de 90 lors du recensement agricole de 1988  à 85 en 2000 puis à 57 en 2010 et enfin à 42 en 2020, soit une baisse de 53 % en 32 ans. Le même mouvement est observé à l'échelle du département qui a perdu pendant cette période 57 % de ses exploitations,. La surface agricole utilisée sur la commune a également diminué, passant de 1 703 ha en 1988 à 1 602 ha en 2020. Parallèlement la surface agricole utilisée moyenne par exploitation a augmenté, passant de 19 à 38 ha.

## Culture locale et patrimoine

### Lieux et monuments
- Église Sainte-Thècle de Sainte-Thècle. L'édifice est référencé dans la base Mérimée et à l'Inventaire général Région Occitanie[37].
- Église Saint-Martin d'Esmes. L'édifice est référencé dans la base Mérimée et à l'Inventaire général Région Occitanie[38].

## Pour approfondir